# Achille Rivarde
Achille Rivarde   (Nova York, 31 d'octubre de 1865 - Londres, 31 de març de 1940) fou un violinista novaiorquès.
De pare espanyol i mare nord-americana, fins als onze anys va viure en el seu país on va rebre lliçons de Félix Simón, Henryk Wieniawski i Joseph White. En el Conservatori de París estudià sota la direcció de Charles Dancla, guanyant un primer premi de violí el juliol de 1879.
Després de romandre tres anys a Amèrica, retornà a París el 1885 i entrà a formar part de l'Orquestra Lamoureux, actuant en aquesta durant cinc anys com a primer violí i solista. El 1893, a París, ell i Harold Bauer van estrenar la Sonata per a violí en si major de Frederick Delius.
El 1914 marxà a Londres i allà aconseguí la plaça de professor de violí del Reial Col·legi de Música. Excel·lent músic i gran executant, es distingí sempre per la solidesa de la seva tècnica i per la puresa del seu estil.